# Sociedade Regina Virginum
A Sociedade "Regina Virginum" é uma sociedade de vida apostólica feminina de direito pontifício: os membros desta sociedade pospõem o seu nome com a sigla E.P..

## História
Esta Sociedade foi inicialmente constituída por algumas irmãs do ramo feminino de Arautos do Evangelho, que desejavam levar vida fraterna em comum, sob o signo da caridade, para melhor viverem a espiritualidade própria ao seu carisma e finalidade (CC 3). Seu fundador é o sacerdote João Scognamiglio Clá Dias (Cf. Constituições n. 1-2).
Foi erigida em sociedade de vida apostólica de direito diocesano em 25 de dezembro de 2006 por Emílio Pignoli, bispo de Campo Limpo. Em 26 de abril de 2009, a Santa Sé concedeu à sociedade o reconhecimento como instituição de direito pontifício e aprovou temporariamente as suas constituições.

## Atividades e difusão
A Sociedade tem como finalidade a colaboração na evangelização e catequese, para a “difusão do Evangelho por todo o mundo” (PO 12), dedicando especial empenho à sacralização dos valores da esfera temporal, penetrando-os com o espírito do Evangelho (AA 7) e, na esfera espiritual, empenhando-se na santificação das almas, procurando levá-las à perfeição segundo o conselho de Nosso Senhor: “sede perfeitos como o vosso pai celeste é perfeito” (Mt 5,48). Desta forma, procura antecipar a realização do pedido feito pela Igreja, há vinte séculos, no Pai-Nosso: “adveniat regnum tuum” (Mt 6, 10) (Constituições n.3).
As irmãs dedicam-se sobretudo à evangelização e à catequese nas paróquias.
As irmãs estão presentes no Brasil, Paraguai, Colômbia e na Guatemala; a Casa Māe fica em Caieiras, da grande cidade de São Paulo, no Brasil.
No final de 2011 a congregação contava com 217 membros em 13 casas.

## Itens relacionados
- Sociedade Clerical Virgo Flos Carmeli
- Arautos do Evangelho

## Conexões externas
- «O site oficial da Sociedade "Regina Virginum"». Consultado em 25 de junho de 2015. Arquivado do original em 6 de julho de 2011
- Site Oficial https://reginavirginum.org.br/